# Limnophora setsukoae
Limnophora setsukoae är en tvåvingeart som beskrevs av Shinonaga 2005. Limnophora setsukoae ingår i släktet Limnophora och familjen husflugor. Inga underarter finns listade i Catalogue of Life.